# ステファン・ヨネ
ステファン・ヨネ（Stephane Yonnet、1976年5月18日 - ）は、フランス出身のモーグルスキーヤーである。

## 経歴
8歳でスキーを始める。ティーニュのスキークラブにて先輩のトニー・エメリーらと共に練習に励んだ。ヨーロッパカップを転戦して2位などの好成績を残した後、1997-1998シーズンに21歳でワールドカップへ初出場を果たす。地元フランスでの初出場はデュアル33位、シングル43位と振るわず、再びヨーロッパカップを転戦することになる。再びヨーロッパカップで結果を出してワールドカップへ出場するなど、最初の数年はヨーロッパカップとワールドカップを行き来する。2000-2001シーズンにワールドカップで遂に初となる一桁順位（9位）を獲得するが、その後は再び二桁順位の下位に低迷する。しかし、デュアルのみ参戦した2001年の世界選手権ではセミファイナルでシングルの優勝者であるミッコ・ロンカイネンを破り、ファイナルでパトリック・サンドバーグも破り、金メダルを獲得する。ワールドカップでの優勝が無いどころか、表彰台経験も無く、ワールドカップでは殆どが二桁順位の中堅の選手が世界選手権で優勝したことはモーグル史上最大の番狂わせと評された。世界選手権で大活躍したその後の2001-2002シーズンのワールドカップでは二桁順位の下位に低迷し続け、デュアルでも一桁順位（9位）を一度獲得したのみに終わり、同シーズンに行なわれたソルトレイクシティオリンピックで代表選手に選ばれる事も無く、同シーズン終了後に引退した。引退後はティーニュスポーツクラブのフリースタイルスキーコーチを勤める。

## 主な成績

### ヨーロッパカップ
- 1995-1996シーズン
  - シングル1戦出場:63位
  - デュアル1戦出場:5位（ベスト8）
- 1996-1997シーズン
  - シングル2戦出場:最高2位
  - デュアル2戦出場:最高33位
- 1997-1998シーズン
  - シングル6戦1勝
  - デュアル5戦出場:最高9位（ベスト16）
- 1997-1998シーズン
  - シングル3戦出場:最高14位
  - デュアル4戦出場:最高3位

### ワールドカップ
| シーズン  | シングル | シングル | シングル | シングル | シングル | シングル | デュアル | デュアル | デュアル | デュアル | デュアル | デュアル | オーバーオール 総合成績 |
| シーズン  | 大会数   | 出場数   | 1位      | 2位      | 3位      | 総合成績 | 大会数   | 出場数   | 1位      | 2位      | 3位      | 総合成績 | オーバーオール 総合成績 |
| --------- | -------- | -------- | -------- | -------- | -------- | -------- | -------- | -------- | -------- | -------- | -------- | -------- | ----------------------- |
| 1997-1998 | 8戦      | 1戦      | 最高43位 | 最高43位 | 最高43位 |          | 5戦      | 2戦      | 最高33位 | 最高33位 | 最高33位 |          |                         |
| 1998-1999 | 5戦      | 3戦      | 最高21位 | 最高21位 | 最高21位 | 36位     | 3戦      | 2戦      | 最高17位 | 最高17位 | 最高17位 | 37位     | 64位                    |
| 1999-2000 | 7戦      | 4戦      | 最高15位 | 最高15位 | 最高15位 | 35位     | 4戦      | 2戦      | 最高17位 | 最高17位 | 最高17位 | 27位     | 65位                    |
| 2000-2001 | 7戦      | 6戦      | 最高9位  | 最高9位  | 最高9位  | 25位     | 1戦      | 1戦      | 最高17位 | 最高17位 | 最高17位 | -        | 46位                    |
| 2001-2002 | 9戦      | 7戦      | 最高14位 | 最高14位 | 最高14位 | 26位     | 3戦      | 3戦      | 最高9位  | 最高9位  | 最高9位  | 21位     |                         |
| 通算成績  | -        | 21戦     | 最高9位  | 最高9位  | 最高9位  | -        | -        | 10戦     | 最高9位  | 最高9位  | 最高9位  | -        | -                       |

### 世界選手権
- 2001年ウィスラー大会
  - デュアル優勝